# Paracalyptrophora simplex
Paracalyptrophora simplex är en korallart som beskrevs av Stephen D. Cairns och Bayer 2004. Paracalyptrophora simplex ingår i släktet Paracalyptrophora och familjen Primnoidae. Inga underarter finns listade i Catalogue of Life.